# Franz Plangger
Franz Plangger (2 de octubre de 1966) es un deportista austríaco que compitió en skeleton.
Ganó cuatro medallas en el Campeonato Mundial de Skeleton entre los años 1989 y 1996, y una medalla de bronce en el Campeonato Europeo de Skeleton de 1988.

## Palmarés internacional
| Campeonato Mundial | Campeonato Mundial   | Campeonato Mundial | Campeonato Mundial |
| Año                | Lugar                | Medalla            | Prueba             |
| ------------------ | -------------------- | ------------------ | ------------------ |
| 1989               | Sankt Moritz (Suiza) | Medalla de bronce  | Individual         |
| 1993               | La Plagne (Francia)  | Medalla de plata   | Individual         |
| 1994               | Altenberg (Alemania) | Medalla de bronce  | Individual         |
| 1996               | Calgary (Canadá)     | Medalla de plata   | Individual         |
| Campeonato Europeo |                      |                    |                    |
| Año                | Lugar                | Medalla            | Prueba             |
| 1988               | Winterberg (RFA)     | Medalla de bronce  | Individual         |